# 保護重要人物及設施組
保護要人組（葡萄牙文：Grupo de Protecção de Altas Entidades ，縮寫：GPAE，英文：High Entities and Important Facilities Protection Group，俗稱：G4）隸屬於澳門特別行政區政府治安警察局特警隊，為澳門的保鑣特種警察部隊，主要責任為保護重要人物及設施。

## 歷史
因應澳門回歸臨近，特警隊於1999年起需要於保護要員任務上作出支援，故此抽調人力資源，為到該批人員提供專業保鑣訓練，以配合澳門回歸當日的要員保護任務。是以，奠定了治安警察局於日後成立專業保鑣部門的基礎。
於2001年，保護重要人物及設施組成立；於2002年12月19日，獲得澳門特別行政區政府授予英勇獎章。

## 裝備
下列為已經曝光、記錄過或公開過的裝備。
| 型號     | 類型       | 產地   |
| -------- | ---------- | ------ |
| 格洛克19 | 半自動手槍 | 奥地利 |
| HK MP5   | 衝鋒槍     | 德国   |

## 相關參見
- 要員保護組
- 保護證人組
- 反恐特勤隊
- 特別巡邏組
- 特別任務連（香港）
- 防暴隊
- 特別行動組